# 杉田秀男
杉田 秀男（すぎた ひでお、1935年1月16日 - ）は、東京都出身の男性フィギュアスケート選手で現在はフィギュアスケート審判兼解説者。TBSスポーツ局長。明治大学卒。

## プロフィール
有坂隆祐に師事。1956年、全日本フィギュアスケート選手権男子シングルで優勝。1957年の世界フィギュアスケート選手権にも出場したが、佐藤信夫の台頭（1957年より全日本10連覇）もあって、選手としての冬季オリンピック出場は叶わなかった。
現役引退後は審判に転身、1968年より国際審判。2002年ソルトレークシティオリンピックでは、審判不正疑惑問題に揺れたペアのジャッジを担当していた。杉田自身は疑惑には無関係であり、同年長野で行われた2002年世界フィギュアスケート選手権では男子シングルのレフェリーを務めている。
2005年で審判（ISU（国際スケート連盟）レフェリー）を引退したが、現在もISUの判定役員評定委員（OACメンバー）を務めている（原則として有資格者は現役審判であるが、杉田は引退後も引き続きISU理事会により任命されている）。2006年・2007年の世界フィギュアスケート選手権では、男女シングル・ペアの3種目で予選（2007年は廃止）・ショートプログラムから全ての演技を会場でチェックしていたとのこと。
かつては日本スケート連盟の理事も務めていたが、久永勝一郎元会長らとの確執により辞任しており、のちに久永らが起こした不祥事に関してTBSの情報番組でコメントが放送された。
ちなみに、杉田はTBSの元社員でもあり、同局でフィギュアスケート中継の制作を担当。平松純子とともに解説も担当していた。現在はJ SPORTSで解説を務めている。
長年に渡り国際大会のジャッジを務めた経験から、選手の長所、短所、個性、技術的な癖などを指摘、専門家の視点から技術的なポイントを解説している。

## 主な戦績
| 大会/年      | 1955-56 | 1956-57 | 1957-58 | 1958-59 | 1959-60 | 1960-61 | 1961-62 |
| ------------ | ------- | ------- | ------- | ------- | ------- | ------- | ------- |
| 世界選手権   |         | 14      |         |         |         |         |         |
| 全日本選手権 | 1       | 3       | 3       | 3       | 3       | 2       | 2       |